# Darvasitinae
Darvasitinae es una subfamilia de foraminíferos bentónicos de la familia Schwagerinidae, de la superfamilia Fusulinoidea, del suborden Fusulinina y del orden Fusulinida. Su rango cronoestratigráfico abarcaba el Pérmico.

## Discusión
Clasificaciones más recientes incluyen Darvasitinae en la superfamilia Schwagerinoidea, y en la subclase Fusulinana de la clase Fusulinata.

## Clasificación
Darvasitinae incluye a los siguientes géneros:
- Darvasites †, también considerado en la subfamilia Schwagerininae
- Nipponitella †, también considerado en la subfamilia Schwagerininae